# Tre parenteser
Användningen av tre parenteser, även känt som (((ekon))), är en antisemitisk symbol som används för att markera judiska namn. Symbolen kommer från den amerikanska webbplatsen The Right Stuff, närmare bestämt The Shitlord Report i podcasten The Daily Shoah.
Den började användas 2014 och blev uppmärksammad i mainstreammedia i juni 2016. I respons började judar på Twitter att markera sina egna namn med tre parenteser. Uppmärksamheten ledde till att Google raderade ett insticksprogram vid namn "The Coincidence Detector" som automatiskt markerade kända judars namn med parenteser. Judiska Anti-Defamation League klassar parenteserna som en hatsymbol.
I en intervju med nyhetssajten Mic förklarade en av personerna bakom The Right Stuff vad parenteserna skulle symbolisera:
| ” | "Den inre parentesen representerar judars omkullkastande av hemmet [och] förstörelse av familjen genom massmedial degeneration. Nästa [parentes] representerar förstörelsen av nationen genom massinvandring, och den yttre [parentesen] representerar internationell judenhet och världssionism." | „ |